# Titus Maccius Plautus
Titus Maccius Plautus (asi 254 př. n. l. Sarsina – 184 př. n. l.) byl římský dramatik. Společně s Terentiem je nejvýznamnějším římským autorem komedií.
Z jeho divadelních her čerpali náměty např. Molière nebo Shakespeare.

## Život
O jeho životě se nám zachovaly jen kusé informace. Pravděpodobně pocházel z plebejského prostředí a možná byl i propuštěným otrokem. V mládí odešel do Říma, kde začal pracovat u divadla. Později se rozhodl věnovat podnikání, ale nepřálo mu příliš štěstí a přišel téměř o všechny peníze. Musel se pak živit manuálně jako nádeník ve mlýně. Během této práce začal psát své komedie, které se staly brzy velmi populární, a proto se mohl vrátit zpět k divadlu.

## Dílo
- Plné texty děl autora Titus Maccius Plautus na projektu Gutenberg (anglicky)

Často přejímal komedie od řeckých autorů, např. od Filémóna. Nejednalo se ale přímo o překlady, protože většinou děj her libovolně měnil. Občas docházelo i ke sloučení více děl v jedno a naopak, což však často narušilo logiku děje. Přesto byly jeho komedie u publika velmi oblíbené a to především díky tomu, že byly plné slovních hříček a někdy i poněkud vulgárních vtipů. Důležitou součástí jeho her byla také zpívaná sóla (tzv. cantica). V mnoha dílech (např. Pseudolus) se opakuje stejný dějový motiv – mladík se zamiluje do krásné dívky, která je v moci kuplíře. Peníze, které kuplíř za dívku požaduje opatří mladíkovi otrok, tím že podvede mladíkova bohatého (ne příliš inteligentního) otce. Většinou se zjistí, že dívka není původem otrokyně, a proto jim otec odpustí a souhlasí se svatbou.
Většina jeho děl se nezachovala v původní podobě, ale v přepsaných a často stylisticky upravených verzích. Ve středověku a v renesanci byl uváděn značný počet jeho komedií - ne všechny však skutečně napsal (často docházelo k úmyslnému i neúmyslnému přiřazení cizího díla). V českých zemích byly jeho hry také uváděny, např. v roce 1533 sehrála skupina studentů pražské univerzity v sále Novoměstské radnice komedii Chlubivý vojín. První český překlad Plauta však pochází až z roku 1821.

## Seznam Plautových her
Ze značného množství děl jemu připisovaných bývají za jeho díla považovány tyto komedie:
- Ampithruo, Amfitryon
- Asinaria, Komedie o oslu
- Aulularia, Komedie o hrnci či hrnku (starší literatura), posloužila jako vzor Molièrovu Lakomci.
- Bacchides, Dvě Bakchidy
- Captivi, Zajatci, moralistické dílo
- Casina
- Cistellaria, Komedie o skříňce
- Curculio
- Epidicus
- Menaechmi, Menéchmové, toto dílo je vzorem pro Shakespearovu Komedii omylů
- Mercator, Kupec [Milenci]
- Miles gloriosus, Chlubivý vojín. Dostupné online.
- Mostellaria, Komedie o strašidle. Dostupné online.
- Persa, Peršan
- Poenulus, Pun
- Pseudolus
- Rudens, Provaz
- Saturio, Břichopas
- Stichus
- Trinummus, Trojgroš
- Truculentus
- Vidularia, Komedie o koženém vaku